# Insurance Australia Group
Insurance Australia Group (IAG) ist ein australisches Unternehmen mit Firmensitz in Sydney. Das Unternehmen ist im Aktienindex S&P/ASX 50 gelistet.
Insurance Australia Group entstand 2000 aus der Ausgliederung eines Unternehmensteils des australischen Unternehmens NRMA. Das Unternehmen bietet Versicherungen verschiedener Art für seine Kunden vorwiegend in Australien, Neuseeland und Südostasien an.

## Geschäftsfelder, Beteiligungen
Das Unternehmen bietet Versicherungen verschiedener Art für seine Kunden vorwiegend in Australien, Neuseeland und Südostasien an.

### Australien
- NRMA Insurance
- SGIO, akquiriert 1998
- SGIC, akquiriert 1998
- CGU Insurance, akquiriert 2003
- Swann Insurance, akquiriert 2003
- The Buzz, gegründet 2009

IAG hält 70 % der Aktien der Insurance Manufacturers of Australia Limited, die anderen 30 % hält die RACV, die von der RACV Insurance gehalten wird, die im Besitz des Markennamens der RACV ist.

### Neuseeland
- State Insurance, akquiriert 2001
- NZI (Insurance NZ), akquiriert 2003
- NAC
- Mike Henry Travel
- Driveright
- Lantern
- Swann Insurance

### Großbritannien
- Equity Insurance Group, akquiriert 2006

### Asien
- Safety Insurance, Thailand, Eigentumsanteile seit 1998 und hält jetzt 96 % Stimmrechte
- NZI Thailand, akquiriert 2003
- AmAssurance, Malaysia, die AmG Insurance hält 49 % der Anteile, die Teil der AmAssurance ist

## China
In China ist die Insurance Australia Group Eigentümer der China Automobile Association (CAA), der größten Versicherung im Straßenverkehr dieses Landes. IAG hält bei der CAA Eigentumsanteile seit 1999 und hat 2003 die volle Eigentümerschaft übernommen.